# 琴似又市
琴似 又市（ことに またいち）は、江戸時代末期から明治時代初期にかけてのアイヌの首長。

## 名前について
現在「琴似」という名称は、北海道札幌市西区の一部を指して用いられているが、明治初期は伏籠川に注いでいた琴似川筋一帯を琴似村とみなしていた。又市は琴似川支流のセロンベツ川筋（現在の札幌市北区北7 - 8条西9 - 10丁目付近）にあったコタンに拠点を置き、琴似川筋一帯を束ねていたと考えられる。
個人名については、近世では「マタヱチ」として記録されている。近代に入ると、「又市」や「亦一郎」の表記が見られる。また、開拓使の名簿や北海道庁の土地関連文書では「又一郎」が多用されている。

## 経歴

### 幕府役人への奉公
松浦武四郎が残した1857年（安政4年）の記録によれば、石狩川中流域の下カハタのウラシナイ（現在の浦臼町）に、16歳のマタヱチの人別があった。さらに2つの注記が付されており、そのうち「浜」の文字は石狩浜を指す。もうひとつの注記「水野めしたき」は、箱館奉行支配調役の水野一郎右衛門の奉公人であったことを意味する。つまり16歳の又市は、故郷の浦臼から石狩の幕府役人のもとへ奉公に出ていたことになる。
また、1870年（明治3年）に又市と接した新政府の役人の記録には、以下のように記されている。
奉公相手が前述の水野から荒井金助に代わっているが、石狩詰の幕府役人の下で若年を過ごしたとするところは共通している。そして又市の話す言葉や立ち居振る舞いは、他の和人と変わるところがない、と評されている。

### 島義勇との交流
開拓判官として札幌建設の基礎を築いた島義勇は、1869年（明治2年）11月から1870年（明治3年）2月までの短期間しか札幌に滞在していないが、そこで又市との接点があったと思われる。
島が東京に戻った直後の4月7日付で、開拓大主典の十文字龍助宛に送った書簡には、早山清太郎・美泉定山・伏籠の乙名イコリキとともに、「土人の又一」へ土産を渡してほしい、と記載されている。ここで名が挙げられているのは、島の赴任前から札幌に拠点を置いて活動していた人々である。
また同年、又市は開拓使官員の物持人足を務めるという名目のもと、「皇城拝見」を目的として東京に渡っている。これに関連して、島が十文字に宛てた8月13日付の書簡には、「蝦夷人又一」が北海道に帰るので十文字への伝言を託したこと、および又市には陣羽織・小銃・太刀・旅費を渡しただけで、十分な取り計らいができなかったことが綴られていた。
さらに島は、以下のような漢詩を残している。
又市の帰郷の見送りがてら、開拓使での元部下である十文字と川辺に寄せたメッセージで、「北海道の開墾はなおざりにしてはならない、逡巡は大きな国難につながる、道内の同志たちに伝えてほしい、ロシアに樺太を渡らせないようにと」と訴えるものであった。

### 東京留学
1871年（明治4年）、又市は「琴似乙名」として任命される。
1872年（明治5年）から1874年（明治7年）にかけて、再び東京に渡った又市は、芝増上寺の開拓使仮学校附属北海道土人教育所に通い、「留学土人取締」を務めた。
北海道に帰った後の1876年（明治9年）ころ、「東京留学時に見舞いの産物を送らなかった」という理由をもって、石狩川流域を束ねる惣乙名クーチンコロにチャランケ（談判）を挑み、論破したと言われている。

### アイヌの衰微
1878年（明治11年）の開拓使布達甲第43号によって、札幌郡内の石狩川支流におけるサケ・マス漁が禁じられると、又市は石狩川本流沿いの花畔へ漁業に赴いた。
さらに1882年（明治15年）ころまでには篠路村茨戸に転居して、近隣のアイヌを杣夫（木こり）として雇い、木材加工業への参入を試みた。
しかしこうした工夫も実を結ばず、茨戸の土地が堀基に払い下げられて農場敷地となったため、1890年（明治23年）ころに石狩川と当別川の合流地点付近への再移転を強いられ、その地で没した。
そして琴似家も1897年（明治30年）ころまでに、旭川の近文コタンへの移住を余儀なくされた。

## 写真について

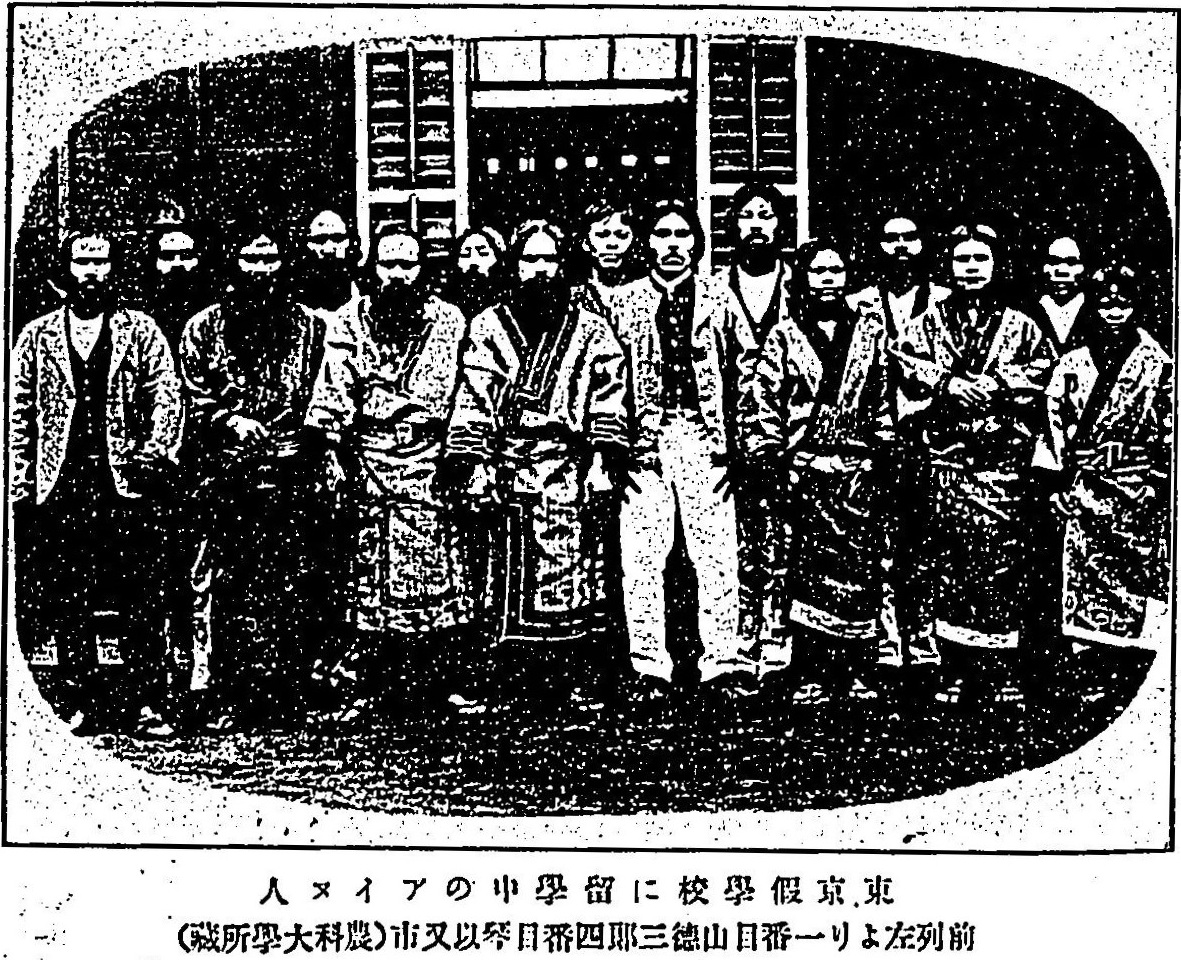
『札幌区史』掲載の写真

アイヌ語地名研究者の山田秀三は、1965年（昭和40年）刊行の『札幌のアイヌ地名を尋ねて』の中で、「琴似又市の写真」を取り上げて紹介した。居並ぶアイヌたちの中央に立つ、アットゥシ姿の人物である。
これは『札幌区史』に掲載された「東京仮学校に留学中のアイヌ人」の写真から1名を抜き出したもので、おそらく写真に添えられた「前列左より（中略）四番目琴似又市」というキャプションを参照したものと考えられる。
基となった写真は2022年現在も北海道大学附属図書館に保管されており、表面には15名の人物が写っていて、裏面には14名分の名前を記した鉛筆書きがあることが確認されている。被写体の人々は前後2列で並んでいるが、裏面の鉛筆書きは前列と後列が区別されていない。
そのため、「琴似又一郎」の名は裏面で4番目に記載されているが、これは『札幌区史』や山田秀三の著作にあるように「前列左の4番目」を意味するのではなく、「前後区別せずに左から数えて4番目」のことではないかという指摘が、北海道博物館アイヌ民族文化研究センターの大坂拓によってなされている。なお大阪によれば、「前列左の4番目」の人物は下夕張鉄五郎とのことである。